# Campeonato montenegrino de fútbol
El Campeonato montenegrino de fútbol (en serbio: Prvijenstvo Crne Gore) fue un torneo de fútbol que existío en el Reino de Yugoslavia de 1925 a 1940, siendo la tercera división nacional hasta 1930, y entre 1930 y 1940 fue la segunda división del Reino de Yugoslavia.

## Nombres
- Prvijenstvo Zetske i Primorske banovine (1922-1930)
- Prvijenstvo Cetinjskog nogometnog podsaveza (1930-1940)

## Lista de Campeones

#### Prvijenstvo Zetske i Primorske banovine (1922-1930)
| Temporada      | Campeón              | Finalista            | Resultado |
| -------------- | -------------------- | -------------------- | --------- |
| 1922           | SK Crnogorac Cetinje | FK Lovćen Cetinje    | 3-0       |
| 1923           | SK Crnogorac Cetinje | FK Bokelj Kotor      | 5-1       |
| 1924           | SK Crnogorac Cetinje | FK Bokelj Kotor      | 3-0       |
| Primavera 1925 | FK Lovćen Cetinje    | FK Bokelj Kotor      | 2-1       |
| Otoño 1925     | FK Lovćen Cetinje    | GSK Balšić Podgorica | 3-0       |
| 1926           | GSK Balšić Podgorica | SK Crnogorac Cetinje | 2-1       |
| Primavera 1927 | FK Lovćen Cetinje    | GSK Balšić Podgorica | ?         |
| Otoño 1927     | GSK Balšić Podgorica | SK Crnogorac Cetinje | 2-1       |
| Primavera 1928 | SK Crnogorac Cetinje | FK Bokelj Kotor      | 4-3; 0-0  |
| Otoño 1928     | FK Lovćen Cetinje    | Berane               | 3-0       |
| Primavera 1929 | GSK Balšić Podgorica | FK Arsenal Tivat     | 2-0       |
| Otoño 1929     | SK Crnogorac Cetinje | FK Sutjeska Nikšić   | 2-1       |
| Primavera 1930 | GSK Balšić Podgorica | FK Arsenal Tivat     | 3-0       |
| Otoño 1930     | GSK Balšić Podgorica | FK Arsenal Tivat     | 1-0       |

#### Prvijenstvo Cetinjskog nogometnog podsaveza (1930-1940)
| Temporada      | Campeón                | Finalista              | Resultado |
| -------------- | ---------------------- | ---------------------- | --------- |
| Primavera 1931 | SK Crnogorac Cetinje   | SK Obilić Nikšić       | 2-1       |
| Otoño 1931     | SK Crnogorac Cetinje   | FK Budućnost Podgorica | 2-1       |
| Primavera 1932 | SK Crnogorac Cetinje   | SK Obilić Nikšić       | 8-3       |
| Otoño 1932     | FK Budućnost Podgorica | FK Lovćen Cetinje      | 6-3       |
| Primavera 1933 | FK Budućnost Podgorica | FK Lovćen Cetinje      | 2-0; 2-2  |
| Otoño 1933     | FK Budućnost Podgorica | FK Lovćen Cetinje      | 1-0; 1-1  |
| 1934           | FK Budućnost Podgorica | FK Lovćen Cetinje      | 2-0; 1-1  |
| 1935           | FK Lovćen Cetinje      | FK Budućnost Podgorica | 2-1       |
| 1936           | SK Crnogorac Cetinje   | Desconocido            |           |
| 1937           | FK Arsenal Tivat       | Desconocido            |           |
| 1938           | SK Crnogorac Cetinje   | Desconocido            |           |
| 1939           | GSK Balšić Podgorica   | Desconocido            |           |
| 1940           | GSK Balšić Podgorica   | Desconocido            |           |

- Fuente:[18]

## Títulos por equipo
| Club      | Ciudad    | Títulos | Temporadas                                                                                           |
| --------- | --------- | ------- | --- |
| Crnogorac | Cetiña    | 10      | 1922, 1923, 1924, Primavera 1928, Otoño 1929, Primavera 1931, Otoño 1931, Primavera 1932, 1936, 1938 |
| Balšić    | Podgorica | 7       | 1926, Otoño 1927, Primavera 1929, Primavera 1930, Otoño 1930, 1939, 1940                             |
| Lovćen    | Cetiña    | 5       | Primavera 1925, Otoño 1925, Primavera 1927, Otoño 1928, 1935                                         |
| Budućnost | Podgorica | 4       | Otoño 1932, Primavera 1933, Otoño 1933, 1934                                                         |
| Arsenal   | Tivat     | 1       | 1937                                                                                                 |